# F. Thomas Thompson
F. Thomas Thompson (vor 1920 – nach 1943) war ein US-amerikanischer Filmarchitekt bei RKO Pictures und Filmschaffender, der auf der Oscarverleihung 1943 zusammen mit Carroll Clark mit einem Oscar in der Kategorie Wissenschaft und Entwicklung („Scientific and Engineering Award“) ausgezeichnet worden ist.

## Wirken
Thompson gehörte dem Studio Art and Miniature Department von RKO Pictures an. Gemeinsam mit dem Filmarchitekten Carroll Clark entwickelte und konstruierte er eine  Maschine zur Herstellung von sich bewegenden Wolken und Horizonten („For the design and construction of a moving cloud and horizon machine“). Für diese Arbeit wurden beide 1943 mit dem Oscar für Wissenschaft und Entwicklung („Scientific and Engineering Award“) ausgezeichnet. Die Auszeichnung, die für herausragende Leistungen auf dem Gebiet der Weiterentwicklung der Filmindustrie verliehen wird, besteht aus einer Gedenktafel, die mit den Namen des/der Ausgezeichneten beschriftet ist.

## Auszeichnung
Oscar/Wissenschaft und Entwicklung Zertifikat der Klasse II
- Oscarverleihung 1943: Scientific and Engineering Award gemeinsam mit Carroll Clark